# 손님 (2011년 영화)
《손님》은 2011년에 제작한 대한민국의 단편영화이다.

## 캐스팅
- 정연주 : 자경 역
- 이지우 : 나루 역
- 송예림 : 기림 역
- 백병철 : 아빠 역